# Cassius Jackson Keyser
Cassius Jackson Keyser est un mathématicien américain aux orientations philosophiques prononcées (né le 15 mai 1862 à Rawson, mort le 8 mai 1947 à New York).
Il aurait écrit "To be is to be relative" [Être c'est être relatif] avec la signature C.J.K, repris en tête de chapitre dans le roman de science-fiction de A. E. van Vogt The World of Null-A, paru en 1948 (en français : Le Monde des Ā traduit en 1953 par Boris Vian).
Formule souvent citée dans la discipline de la Sémantique Générale initiée par Alfred Korzybski (1879 - 1950).[Laquelle ?]
« La certitude absolue est un privilège des ignorants et des fanatiques. » C. J. Keyser